# Чагай-I
Чагай-I (англ. Chagai-I) — первое ядерное испытание Пакистана 28 мая 1998 года. Пять подземных взрывов были произведены возле города Чагай в провинции Белуджистан, за ними 30 мая последовало ещё одно испытание. Таким образом Пакистан стал восьмым государством в мире, имеющим ядерное оружие. Также Пакистан является одной из двух держав в Южной Азии, обладающих ядерным оружием (Индия провела своё первое испытание в 1974 году).

## Предыстория
Пакистанская ядерная программа стартовала в январе 1972 года. Непосредственным поводом к её началу стало тяжелое поражение Пакистана в войне с Индией, в результате которого пакистанская правящая верхушка осознала превосходство Индии в обычных вооружениях. Премьер-министр Зульфикар Али Бхутто подписал приказ о создании Министерства науки и технологии и расширении деятельности Комиссии по атомной энергии (КАЭ) с целью создания собственной «пакистанской ядерной бомбы». Он подчеркнул, что необходимо иметь сильную и хорошо подготовленную армию способную защитить страну от врага, в частности от индийских вооружённых сил. В июле 1976 года начались работы над созданием ядерного оружия в научно-исследовательских лабораториях (г. Кахута) под руководством Абдул Кадыр Хана. Одним из ключевых разработчиков программы был физик-инженер Мухаммад Хафиз Куреши. В 1978 года был заморожен проект постройки завода по переработке ядерного топлива (разработка велась совместно с французскими специалистами). В начале 1982 года было завершено строительство завода по обогащению урана в Кахуте. В 1995 года завершено строительство, выведение на полную мощность первого реактора-наработчика плутония на АЭС в районе г. Кхушаб (провинция Синд).

## Ядерное испытание
Пять испытательных подземных взрывов были проведены 28 мая 1998 года на полигоне в районе Чагай-Хиллз (англ. Chagai Hills). Все заряды были сделаны на основе урана. Заявленная пакистанцами суммарная мощность этих взрывов превысила 40 килотонн, причём, якобы, одно из взорванных устройств с мощностью 25 — 36 килотонн было с тритиевым усилением. Однако существует мнение, что объявленная мощность была существенно завышена и что истинное суммарное энерговыделение составило 9 — 12 килотонн.
Проведенные Исламабадом испытания стали своего рода ответом на индийскую серию ядерных испытаний 11 и 13 мая 1998 года.

## Международная реакция
Саудовская Аравия в знак поддержки ядерных испытаний, бесплатно поставляла Пакистану 50 000 баррелей нефти в день. Эта мера была вызвана тем, что большинство стран мира ввели экономические санкции против Пакистана. Благодаря помощи Саудовской Аравии, Пакистан перенёс санкции с меньшим ущербом для своей экономики, чем ожидалось, хотя экономические трудности, вызванные эмбарго, оказались всё равно тяжёлыми.